# Ryther
Ryther – wieś w Anglii, w North Yorkshire. Ryther jest wspomniana w Domesday Book (1086) jako  Ridre/Rie.